# Comité flamand de France
Comité flamand de France (franska för Flamländska kommittén i Frankrike) är en fransk förening och lärt samfund som ägnar sig åt att studera, bevara och sprida flamländsk kultur i Franska Flandern med ett särintresse för språk, litteratur och historia. Kommittén har varit aktiv sedan den grundades av Edmond de Coussemaker den 10 april 1853, vilket gör den till ett av de äldsta lärda samfunden i Frankrike.
I Hazebrouck har kommittén ett specialbibliotek, där alla dess publikationer och regionala verk förvaras och samlas. Den har också hand om samlingarna på Jeanne Devos-museet i Wormhout.